# Tršće (Čabar)
Pour les articles homonymes, voir Tršće.
Tršće est une localité de Croatie située dans la municipalité de Čabar, dans le comitat de Primorje-Gorski Kotar. En 2001, la localité comptait 428 habitants.

## Démographie
| 1948 | 1953 | 1961 | 1971 | 1981 | 1991 | 2001 |
| ---- | ---- | ---- | ---- | ---- | ---- | ---- |
| 323  | 331  | 390  | 394  | 415  | 443  | 428  |